# Margarita Xhepa
Margarita Xhepa (en arrumano: Margarita Gepa; 2 de abril de 1932 – 3 de abril de 2025) fue una actriz albanesa, más conocida como una de las grandes damas del cine y el teatro albaneses. Siguió actuando en películas recientes, como interpretando a Firdus en Bolero në vilën e pleqve, basada en la novela del mismo título de Fatos Kongoli.

## Primeros años
Xhepa era de etnia albanesa y arrumana. Nació en Lushnjë, Albania, con el nombre de Margarita Prifti, hija de Zoi y Marijë Prifti. Su madre murió cuando Margarita tenía nueve años. Desde muy pequeña le gustaba la poesía albanesa, y su profesora la animó a apuntarse a clases de interpretación. Gëzim Libohova, un conocido profesor de teatro del instituto cultural de Lushnjë, buscaba en las escuelas locales una candidata adecuada para el papel de una joven rusa en una obra de teatro. Al ver a Xhepa, la eligió inmediatamente por su pelo rubio y sus ojos azules. La obra tuvo tanto éxito que se estrenó también en Fier y Berat.
Tras terminar la escuela primaria, solicitó plaza en el conocido Liceu Artistik (School of Arts) de Tirana, en el departamento de arte dramático.

## Carrera
Comenzó su carrera en Tirana, en el Teatro nacional (albanés: Teatri Kombëtar). Allí actuó en obras de Antón Chéjov, Friedrich Schiller, Nikolái Gógol y otros. En 1962 presentó el primer Festivali i Këngës.
Fue galardonada con el título de Artista del Pueblo de Albania.

## Éxito internacional
La actriz fue galardonada con el premio Actor Of Europe en la 19ª edición del International Theater Festival. El premio principal a la mejor interpretación recayó en una de las actrices más importantes en el amplio espacio del teatro balcánico, por el papel de  'Lady Mother' en la obra Who Brought Doruntina, dirigida por Laert Vasili.

## Muerte
Xhepa cumplió 93 años el 2 de abril y murió un día después, el 3 de abril de 2025. Sufría una enfermedad desde hacía meses.

## Filmografía
| 1. Unë Jam Lepuri dhe Breshka nga prapa – (1999) 2. 4 Nënat e Lepurit dhe Uznova '95 – (1995) 3. E dashur Armike – (1993) 4. E Zeza e Nënës – (1993) 5. E shtuna e 11 Korrikut Xhiro – (1992) 6. Gjyshja dhe Motra – (1992) 7. Nositi – (1990) 8. Uznova '89 (1989) 9. Këngët Të Zemrës – (1987) 10. Vrasje Në Gjueti – (1987) 11. Rrethi i Kujtesës – (1987) 12. Fjalë pa Fund – (1987) 13. Dhe Vjen Një Ditë dhe Gabimi – (1986) 14. Gurët e shtëpisë sime – (1985) | 1. Militanti – (1984) 2. Apasionata – (1983) 3. Dora e ngrohtë – (1983) 4. Shokët – (1982) 5. Dita e parë e emrimit – (1981) 6. Me hapin e shokëve – (1979) (TV) 7. Dollia e dasmës sime – (1978) 8. Gjeneral gramafoni – (1978) 9. Koncert në vitin 1936 (1978) 10. Dimri i fundit – (1976) 11. Pylli i lirisë – (1976) 12. Tokë e përgjakur – (1976) 13. Vitet e para – (1965) |